# Redoutable (Q136)
| «Редутабль»                                                                  | «Редутабль» | «Редутабль» |
| ---------------------------------------------------------------------------- | --- | --- |
| Redoutable (Q136)                                                            | | |
|                                                                              | | |
| Схема підводного човна типу «Редутабль»                                      | | |
| Верф                                                                         | Arsenal de Cherbourg, Шербур | Arsenal de Cherbourg, Шербур |
| Під прапором                                                                 | Франція | Франція |
| Належність                                                                   | Військово-морські сили Франції | Військово-морські сили Франції |
| Порт приписки                                                                | Шербур, Тулон | Шербур, Тулон |
| На честь                                                                     | у перекладі «Грізний» | у перекладі «Грізний» |
| Закладений                                                                   | 1 липня 1925 | 1 липня 1925 |
| Спуск на воду                                                                | 24 лютого 1928 | 24 лютого 1928 |
| Введений до складу флоту                                                     | 10 липня 1931 | 10 липня 1931 |
| На службі                                                                    | 1931–1942 | 1931–1942 |
| Загибель                                                                     | 27 листопада 1942 року затоплений у Тулоні, щоб запобігти його захопленню німцями. 16 травня 1943 року піднятий італійцями та відновлений. 11 березня 1944 року затоплений авіацією союзників                                | 27 листопада 1942 року затоплений у Тулоні, щоб запобігти його захопленню німцями. 16 травня 1943 року піднятий італійцями та відновлений. 11 березня 1944 року затоплений авіацією союзників                                |
| Бойовий досвід                                                               | Друга світова війна Битва за Атлантику Битва на Середземному морі | Друга світова війна Битва за Атлантику Битва на Середземному морі |
| Проєкт                                                                       | | |
| Тип ПЧ                                                                       | великий крейсерський дизель-електричний підводний човен | великий крейсерський дизель-електричний підводний човен |
| Основні характеристики                                                       | | |
| Швидкість (надводна)                                                         | 17,5 вузлів (32,4 км/год) | 17,5 вузлів (32,4 км/год) |
| Швидкість (підводна)                                                         | 10 вузлів (18,6 км/год) | 10 вузлів (18,6 км/год) |
| Робоча глибина занурення                                                     | 75 м | 75 м |
| Гранична глибина занурення                                                   | 80 м | 80 м |
| Дальність плавання                                                           | 14 000 миль (26 000 км) на швидкості 7 вузлів (надводна) 10 000 миль (18 600 км) на швидкості 10 вузлів (надводна) 4 000 миль (7 000 км) на швидкості 17 вузлів (надводна) 90 миль (170 км) на швидкості 7 вузлів (підводна) | 14 000 миль (26 000 км) на швидкості 7 вузлів (надводна) 10 000 миль (18 600 км) на швидкості 10 вузлів (надводна) 4 000 миль (7 000 км) на швидкості 17 вузлів (надводна) 90 миль (170 км) на швидкості 7 вузлів (підводна) |
| Автономність плавання                                                        | 30 діб | 30 діб |
| Екіпаж                                                                       | 71 офіцер та матрос | 71 офіцер та матрос |
| Розміри                                                                      | | |
| Довжина найбільша (по КВЛ)                                                   | 92,30 м | 92,30 м |
| Ширина корпусу найб.                                                         | 8,1 м | 8,1 м |
| Середня осадка (по КВЛ)                                                      | 4,4-4,7 м | 4,4-4,7 м |
| Водотоннажність надводна                                                     | 1572 т | 1572 т |
| Водотоннажність підводна                                                     | 2092 т | 2092 т |
| Силова установка                                                             | | |
| Дизель-електрична: 2 × дизельні двигуни Schneider 2 × електродвигуни Alsthom | | |
| Гвинти                                                                       | 2 | 2 |
| Потужність                                                                   | 2 × 3000 к.с. (дизелі) 2 × 1200 к. с. (електродвигуни) | 2 × 3000 к.с. (дизелі) 2 × 1200 к. с. (електродвигуни) |
| Озброєння                                                                    | | |
| Артилерія                                                                    | 1 × 100-мм гармата SM1925 CA | 1 × 100-мм гармата SM1925 CA |
| Торпедно- мінне озброєння                                                    | 9 × 550-мм торпедних апаратів 2 × 400-мм торпедних апарати 13 торпед | 9 × 550-мм торпедних апаратів 2 × 400-мм торпедних апарати 13 торпед |
| ППО                                                                          | 1 × 13,2-мм великокаліберний кулемет M1929 | 1 × 13,2-мм великокаліберний кулемет M1929 |

«Редутабль» (Q136) (фр. Redoutable (Q136) — військовий корабель, великий океанський підводний човен, головний у своєму типі, військово-морських сил Франції часів Другої світової війни.
Підводний човен «Редутабль» був закладений 1 липня 1925 року на верфі компанії Arsenal de Cherbourg у Шербурі. 24 лютого 1928 року він був спущений на воду, а 10 липня 1931 року увійшов до складу ВМС Франції.

## Історія служби
Підводний човен проходив службу в лавах французького флоту. На початок Другої світової війни «Редутабль» перебував на службі у складі 3-го дивізіону підводних човнів з базуванням у Шербурі (разом із «Вендже»).
З 12 жовтня по 3 листопада 1939 року «Редутабль» патрулював разом з однотипним «Ле Глор'є» вздовж узбережжя Мадейри, де частина німецького торговельного флоту — яку союзники підозрювали в тому, що вони служили кораблями постачання для німецьких підводних човнів — знайшли притулок через війну.
У грудні 1939 року «Редутабль» у взаємодії з підводними човнами «Ашерон», «Агоста», «Бевез'е» «Френель» і «Ле Еро» діяв у патрульній лінії в центральній частині Атлантичного океану з метою перехоплення німецького судна постачання «Альтмарк».
Після поразки Франції у Західній кампанії літом 1940 року корабель продовжив службу у складі військово-морських сил уряду Віші.
10 листопада 1942 року німецькі війська розпочали операцію із захоплення решти території Франції, й Гітлер віддав наказ негайно захопити французький флот силою.
27 листопада в ході затоплення французького флоту в Тулоні, французами були знищені 77 кораблів, у тому числі 3 лінійні кораблі, 1 гідроавіаносець «Командан Тест», 7 крейсерів, 15 есмінців, 13 міноносців, 6 шлюпів, 15 підводних човнів, 9 сторожових катерів, 19 допоміжних суден, 1 навчальний корабель, 28 буксирів і 4 кранів. П'яти підводним човнам вдалося вирватися в хаосі ситуації з бази, три досягли Північної Африки (два підводні човни дійшли до Алжиру: «Касаб'янка» і «Марсойн», один човен «Глорейкс» — Орану), човен «Іріс» дістався іспанської Барселони, і останній — «Венус» — змушений був затопитися в гирлі гавані.